# Callionymus profundus
Callionymus profundus là một loài cá biển thuộc chi Callionymus trong họ Cá đàn lia. Loài này được mô tả lần đầu tiên vào năm 2013.

## Phân bố và môi trường sống
C. profundus có phạm vi phân bố ở Tây Ấn Độ Dương. Loài này chỉ được biết đến ở vùng biển ngoài khơi thành phố Eilat, Israel (một phần của vịnh Aqaba, Biển Đỏ). Mẫu vật duy nhất của C. profundus được tìm thấy trên đáy cát, ở độ sâu từ 410 đến 480 m. Loài này có thể có phạm vi giới hạn ở những vùng nước sâu của vịnh Aqaba.

## Mô tả
Chiều dài tối đa được ghi nhận ở C. profundus là khoảng 6,5 cm, thuộc về một cá thể đực (mẫu vật duy nhất). Màu sắc khi còn tươi của mẫu vật: Đầu và thân có màu be; trắng ở bụng; ngực hơi có màu xám đen. Lưng và nắp mang có các đốm chấm màu xám, trắng và cam rải rác. Mõm có đốm màu xám đen. Cạnh trên của gốc vây ngực được bao quanh bởi một dải đen hình bán nguyệt. Hai bên thân (ở phía dưới đường bên) có 2 hàng đốm nhỏ màu đen. Vây lưng thứ nhất có màu xám với một đốm đen lớn trên màng vây thứ hai đến thứ ba. Vây lưng thứ hai màu trắng, có các vệt màu xám đậm nằm theo chiều dọc; màng vây có rìa xám. Vây hậu môn màu xám nhạt, có hai đốm trắng trên mỗi tia vây; rìa đen. Vây đuôi trắng nhạt, có các vệt màu xám. Vây bụng màu trắng. Vây ngực trong mờ.
Số gai ở vây lưng: 4; Số tia vây mềm ở vây lưng: 9; Số gai ở vây hậu môn: 0; Số tia vây mềm ở vây hậu môn: 8; Số tia vây mềm ở vây ngực: 18 - 20; Số gai ở vây bụng: 1; Số tia vây mềm ở vây bụng: 5.